# 衣
옷의(옷衣)은 한자 부수의 하나.'被', '複' 따위에 쓰일 때는 자형이 衤으로, 명칭은 옷의변(옷衣邊)으로 바뀐다.

## 衤과의 차이점

### 의미상의 차이
衤 부수에 속하는 한자는 보통 시간과 관련이 있고, 옷의변 부수에 속하는 한자는 몸이나 옷이 등과 관련이 있다.
- 衣의 예 : 裝(꾸밀 장), 製(지을 제), 表(겉 표) 등
- 옷衣변의 예 : 補(기울 보), 被(이불 피), 褙(소적삼 배) 등

### 형태상의 차이
옷의변(글자의 왼쪽)이나 발(글자의 아래쪽)로 사용되고, 보일시(示)는 방(글자의 오른쪽)으로 사용된다.
또한, 이는 示가 부수로 사용되지 않더라도 같다.
- 社(모일 사) = 土(흙 토) + 示
- 被(이불 피) = 皮(가죽 피) + 衣(→衤 ) + 又(또 우)

다만, 다음과 같은 예외사항이 있다.
- 票(표 표)와 祭(제사 제)의 示의 변으로 쓰였지만 옷의변이 아니다.
  - 服(옷 복)의 경우 변으로 쓰인 月은 舟(배 주)의 변형이다. 하지만 月부에 속한다.
- 裡(속 이{리})의 衤는 방으로 쓰였지만 옷의변이다.

## 옥편에서 찾는 방법
衣부에서 찾으면 변형되지 않은 衣부의 글자와 함께 들어 있다.

## 참고사항
옷의변을 오른쪽으로 기울여 쓴 글자도 있다.
- 대표적인 예로, 服(옷 복)이 있다. 服은 衣(→기울인 衤) + 月(달 월)로된 글자이다.

그러나 이런 형태가 포함된 글자의 부수는 衣도 衤도 아닌 다른 부수이다.